# خان برهان
خان برهان يقع بجانب سوق برهان في حي الحاضر في مدينة حماة. وهو عبارة عن ساحة سماوية طولها 24م وعرضها 14م تحيط بها دكاكين وفيه أيضاً مسجد يعرف باسم جامع الأفندي ومازال هناك اختلاف حول من قام ببناء الخان ولكنه يوجد حجر منقوش على باب الخان مكتوب فيها
وهناك قولاً أخر بأن من قام بالبناء هو على كيلاني (والد برهان) أو الأتراك.
جرت أعمل ترميم للخان والسوق في الفترة الممتدة من مايو 2006 إلى مارس 2007.

## روابط خارجية
- «خان برهان» الأثري في حماة
- «خان برهان».. جدل على التسمية وتوافق على القدم
- خانات حماة.. خان برهان لماذا يثير الجدل؟؟